# Ruellia pereducta
Ruellia pereducta là một loài thực vật có hoa trong họ Ô rô. Loài này được Standl. miêu tả khoa học đầu tiên năm 1935.